# Euro Disney
Euro Disney S.C.A. je společnost provozující zábavní areál Disneyland Resort Paris. Majoritní podíl (po dokončení rekapitalizace v roce 2015 až 82%) vlastní The Walt Disney Company. 10% akcií vlastní saúdský princ Al-Valíd bin Talál, 6% americká investiční firma Invesco. Zbytek akcií vlastní drobní akcionáři. Akcie firmy jsou obchodovány na pařížské burze (ticker EDLP.PA, ISIN FR0010540740).

## Hospodářské výsledky
Firma dlouhodobě hospodaří se ztrátou. Následující tabulka uvádí ztrátu (pouze v roce 2008 zisk) od roku 2002 v milionech eur. Fiskální rok společnosti končí vždy 30. září.
V roce 2014 navštívilo Disneyland Resort Paris 14,2 milionu lidí, oproti 14,9 milionu v roce 2013 a 16 milionům v roce 2012, kdy park slavil dvacáté výročí.
Celkový dluh společnosti činil k 30. září 2014 1,747 miliardy eur. Po rekapitalizaci od The Walt Disney Company v roce 2015 by se dluh měl snížit na asi 1 miliardu eur. Vlastnický podíl TWDC se touto operací zvýší asi na 82 %.
| Fiskální rok | Zisk/ztráta (mil. €) |
| ------------ | -------------------- |
| 2014         | -113,6               |
| 2013         | -78,2                |
| 2012         | -100,2               |
| 2011         | -63,9                |
| 2010         | -45,2                |
| 2009         | -63,0                |
| 2008         | 1,7                  |
| 2007         | -41,6                |
| 2006         | -88,6                |
| 2005         | -94,9                |
| 2004         | -145,2               |
| 2003         | -45,4                |
| 2002         | -33,1                |